# Campeonato Paraguaio de Futebol de 2024 – Primeira Divisão
A Primeira Divisão do Campeonato Paraguaio de Futebol de 2024, oficialmente conhecida como Copa de Primera – TIGO – Ueno Bank 2024 por conta do patrocínio, foi a 90ª edição da temporada profissional da Primera División, a principal divisão do futebol paraguaio. A liga contou com a participação de 12 times e foi organizada pela entidade máxima do futebol no Paraguai, a Associação Paraguaia de Futebol (APF). A temporada foi dividida em dois torneios próprios e independentes, o Apertura no primeiro semestre do ano e o Clausura no segundo semestre. O Apertura iniciou no dia 19 de janeiro e terminará no dia 2 de junho, enquanto o Clausura começou no dia 19 de julho e terminou em 29 de novembro.

## Regulamento

### Sistema de disputa
A competição foi disputada por doze clubes e dividida em dois torneios oficiais: Torneo Apertura e Torneo Clausura, coroando assim, dois campeões no ano. Cada torneio teve fase única, em partidas de ida e volta, no sistema de pontos corridos. Ao final das 22 rodadas de cada torneio – Apertura e Clausura –, o clube com mais pontos foi declarado campeão paraguaio.

### Critérios de desempate
Em caso de empate no número de pontos ganhos, serão aplicados os critérios de desempate, na seguinte ordem:
1. Jogo extra (somente no caso de empate na primeira posição);
2. Maior saldo de gols;
3. Mais gols pró (marcados);
4. Mais gols marcados como visitante;
5. Sorteio.[2]

### Vagas em outras competições
Os clubes campeões do Apertura e do Clausura e, com exceção dos dois campeões, o melhor clube da classificação geral (Apertura + Clausura) se classificam à Taça Libertadores de 2025, os quatro clubes subsequentes (com exceção dos já classificados à Taça Libertadores) se classificam à Copa Sul-Americana de 2025. O campeão (ou vice-campeão ou melhor colocado) da Copa do Paraguai de 2024 ficará com a quarta e última vaga para a Copa Libertadores de 2025.
| Posição | Classificação para a |
| ------- | --- |
| 1–4     | - Taça Libertadores de 2025 - 1–2: Fase de grupos da Taça Libertadores de 2025 - 3: Segunda fase da Taça Libertadores de 2025 |
| 5–8     | - Primeira fase da Copa Sul-Americana de 2025                                                                                 |

## Participantes
Doze times irão competir na temporada: os dez melhores times na tabela de rebaixamento da temporada anterior, e os dois melhores da segunda divisão ("División Intermedia") de 2023 (Sol de América e 2 de Mayo). Os times rebaixados para a  segunda divisão foram o Guaireña e o Resistencia.
| Pos. | Rebaixados da Primeira Divisão 2022 |
| ---- | ----------------------------------- |
| 11º  | Guaireña                            |
| 12º  | Resistencia                         |

| Pos. | Promovidos da División Intermedia |
| ---- | --------------------------------- |
| 1º   | Sol de América                    |
| 2º   | 2 de Mayo                         |

### Informações dos clubes
| Equipe                | Cidade               | Departamento     | Estádio (mando)           | Título (último)       |
| --------------------- | -------------------- | ---------------- | ------------------------- | --------------------- |
| 2 de Mayo             | Pedro Juan Caballero | Amambay          | Parque del Guairá         | 0 (nenhum)            |
| Cerro Porteño         | Assunção             | Distrito Capital | General Pablo Rojas       | 34 (último em 2021-C) |
| General Caballero JLM | Juan León Mallorquín | Alto Paraná      | Monumental Río Parapití   | 0 (nenhum)            |
| Guaraní               | Assunção             | Distrito Capital | Rogelio Silvino Livieres  | 11 (último em 2016–C) |
| Libertad              | Assunção             | Distrito Capital | Dr. Nicolás Leoz          | 24 (atual campeão)    |
| Nacional              | Assunção             | Distrito Capital | Arsenio Erico             | 9 (último em 2013–A)  |
| Olimpia               | Assunção             | Distrito Capital | Manuel Ferreira           | 46 (último em 2022–C) |
| Sol de América        | Villa Elisa          | Central          | Luis Alfonso Giagni       | 2 (último em 1991)    |
| Sportivo Ameliano     | Assunção             | Distrito Capital | Luis Alfonso Giagni       | 0 (nenhum)            |
| Sportivo Luqueño      | Luque                | Central          | Estádio Feliciano Cáceres | 2 (último em 1953)    |
| Sportivo Trinidense   | Assunção             | Distrito Capital | Estádio Martín Torres     | 0 (nenhum)            |
| Tacuary               | Assunção             | Distrito Capital | Toribio Vargas            | 0 (nenhum)            |

### Número de times por departamento
| N° de times | Departamento     | Time(s)                                                                                               |
| ----------- | ---------------- | --- |
| 8           | Distrito Capital | Cerro Porteño, Olimpia, Guaraní, Libertad, Nacional, Sportivo Ameliano, Sportivo Trinidense e Tacuary |
| 2           | Central          | Sol de América e Sportivo Luqueño                                                                     |
| 1           | Amambay          | 2 de Mayo                                                                                             |
| 1           | Alto Paraná      | General Caballero JLM                                                                                 |

## Torneo Apertura
O Torneo Apertura, batizado como "Homenaje a Marcelo Pecci", foi o 128º campeonato oficial da "Primera División" e o primeiro torneio da temporada de 2024 da primeira divisão do futebol paraguaio.

### Classificação
| Pos | Equipe                | Pts | J  | V  | E  | D  | GP | GC | SG  | Classificação                               |
| --- | --------------------- | --- | -- | -- | -- | -- | -- | -- | --- | ------------------------------------------- |
| 1   | Libertad (C, Q)       | 48  | 22 | 14 | 6  | 2  | 42 | 16 | +26 | Fase de grupos da Copa Libertadores de 2025 |
| 2   | Cerro Porteño         | 45  | 22 | 13 | 6  | 3  | 40 | 17 | +23 |                                             |
| 3   | Olimpia               | 36  | 22 | 9  | 9  | 4  | 29 | 20 | +9  |                                             |
| 4   | Sportivo Luqueño      | 35  | 22 | 10 | 5  | 7  | 25 | 22 | +3  |                                             |
| 5   | Guaraní               | 31  | 22 | 8  | 7  | 7  | 31 | 25 | +6  |                                             |
| 6   | 2 de Mayo             | 31  | 22 | 9  | 4  | 9  | 29 | 26 | +3  |                                             |
| 7   | Sol de América        | 26  | 22 | 7  | 5  | 10 | 26 | 39 | −13 |                                             |
| 8   | Tacuary               | 23  | 22 | 5  | 8  | 9  | 26 | 38 | −12 |                                             |
| 9   | Sportivo Ameliano     | 23  | 22 | 6  | 5  | 11 | 17 | 32 | −15 |                                             |
| 10  | Nacional              | 22  | 22 | 6  | 4  | 12 | 24 | 35 | −11 |                                             |
| 11  | Sportivo Trinidense   | 21  | 22 | 6  | 3  | 13 | 30 | 34 | −4  |                                             |
| 12  | General Caballero JLM | 19  | 22 | 3  | 10 | 9  | 22 | 35 | −13 |                                             |

### Desempenho por rodada
Clubes que lideraram o campeonato ao final de cada rodada:
|          | 1ª  | 2ª  | 3ª  | 4ª  | 5ª  | 6ª  | 7ª  | 8ª  | 9ª  | 10ª | 11ª | 12ª | 13ª | 14ª | 15ª | 16ª | 17ª | 18ª | 19ª | 20ª | 21ª | 22ª |
| Apertura | CCP | CCP | LIB | LIB | LIB | LIB | LIB | 2DM | LIB | LIB | LIB | LIB | LIB | LIB | LIB | CCP | LIB | CCP | LIB | CCP | LIB | LIB |

Clubes que ficaram na última posição do campeonato ao final de cada rodada:
|          | 1ª  | 2ª  | 3ª  | 4ª  | 5ª  | 6ª  | 7ª  | 8ª  | 9ª  | 10ª | 11ª | 12ª | 13ª | 14ª | 15ª | 16ª | 17ª | 18ª | 19ª | 20ª | 21ª | 22ª |
| Apertura | 2DM | TRI | TAC | TAC | NAC | SOL | TRI | TRI | TRI | NAC | NAC | NAC | TRI | TRI | TRI | NAC | TRI | TRI | TRI | TRI | TRI | GCM |

### Resultados
| Mandante \ Visitante  | 2DM | CCP | GCM | GUA | LIB | NAC | OLI | SOL | SPA | SLU | TRI | TAC |
| --------------------- | --- | --- | --- | --- | --- | --- | --- | --- | --- | --- | --- | --- |
| 2 de Mayo             | —   | 0–2 | 1–1 | 0–1 | 2–0 | 2–0 | 1–1 | 3–0 | 2–1 | 0–0 | 2–1 | 3–1 |
| Cerro Porteño         | 0–3 | —   | 4–0 | 2–0 | 1–1 | 1–0 | 1–1 | 0–0 | 3–0 | 0–2 | 3–1 | 0–1 |
| General Caballero JLM | 1–0 | 2–2 | —   | 0–0 | 0–2 | 1–2 | 1–3 | 2–3 | 1–1 | 1–2 | 3–2 | 2–1 |
| Guaraní               | 3–2 | 1–1 | 0–0 | —   | 1–1 | 3–1 | 1–3 | 1–0 | 0–0 | 0–1 | 1–2 | 3–0 |
| Libertad              | 3–0 | 1–3 | 2–0 | 2–1 | —   | 5–0 | 0–0 | 4–1 | 4–1 | 2–1 | 2–0 | 1–1 |
| Nacional              | 3–1 | 0–2 | 2–2 | 1–4 | 1–1 | —   | 0–1 | 3–0 | 1–1 | 0–1 | 2–1 | 0–1 |
| Olimpia               | 2–1 | 1–1 | 1–1 | 2–1 | 1–3 | 2–2 | —   | 1–1 | 0–1 | 1–0 | 1–2 | 2–1 |
| Sol de América        | 1–0 | 0–3 | 2–1 | 2–2 | 1–2 | 1–0 | 0–0 | —   | 2–1 | 0–3 | 2–3 | 6–3 |
| Sportivo Ameliano     | 0–2 | 1–4 | 2–0 | 0–3 | 0–1 | 1–0 | 2–1 | 2–1 | —   | 1–3 | 0–2 | 0–1 |
| Sportivo Luqueño      | 2–0 | 0–1 | 1–1 | 1–0 | 0–3 | 2–0 | 0–2 | 1–1 | 0–0 | —   | 2–6 | 1–2 |
| Sportivo Trinidense   | 1–2 | 1–3 | 1–1 | 0–1 | 1–2 | 0–1 | 1–1 | 4–0 | 0–1 | 0–1 | —   | 1–3 |
| Tacuary               | 1–1 | 1–3 | 1–1 | 4–4 | 0–0 | 2–5 | 0–1 | 0–2 | 1–1 | 1–1 | 0–0 | —   |

## Torneo Clausura
O Torneo Clausura será o 129º campeonato oficial da "Primera División" e o segundo torneio da temporada de 2024 da primeira divisão do futebol paraguaio.

### Classificação
| Pos | Equipe                | Pts | J  | V  | E  | D  | GP | GC | SG  | Classificação                               |
| --- | --------------------- | --- | -- | -- | -- | -- | -- | -- | --- | ------------------------------------------- |
| 1   | Olimpia (C, Q)        | 44  | 22 | 12 | 8  | 2  | 29 | 13 | +16 | Fase de grupos da Copa Libertadores de 2025 |
| 2   | Guaraní               | 35  | 22 | 7  | 14 | 1  | 22 | 15 | +7  |                                             |
| 3   | 2 de Mayo             | 34  | 22 | 9  | 7  | 6  | 25 | 18 | +7  |                                             |
| 4   | Sportivo Ameliano     | 33  | 22 | 9  | 6  | 7  | 21 | 16 | +5  |                                             |
| 5   | Nacional              | 33  | 22 | 8  | 9  | 5  | 22 | 16 | +6  |                                             |
| 6   | Cerro Porteño         | 29  | 22 | 8  | 5  | 9  | 26 | 28 | −2  |                                             |
| 7   | General Caballero JLM | 28  | 22 | 6  | 10 | 6  | 18 | 21 | −3  |                                             |
| 8   | Sportivo Luqueño      | 26  | 22 | 6  | 8  | 8  | 27 | 32 | −5  |                                             |
| 9   | Libertad              | 26  | 22 | 7  | 5  | 10 | 23 | 29 | −6  |                                             |
| 10  | Sportivo Trinidense   | 25  | 22 | 6  | 7  | 9  | 25 | 28 | −3  |                                             |
| 11  | Sol de América        | 21  | 22 | 5  | 6  | 11 | 22 | 26 | −4  |                                             |
| 12  | Tacuary               | 17  | 22 | 4  | 5  | 13 | 17 | 35 | −18 |                                             |

### Desempenho por rodada
Clubes que lideraram o campeonato ao final de cada rodada:
|          | 1ª  | 2ª  | 3ª  | 4ª  | 5ª  | 6ª  | 7ª  | 8ª  | 9ª  | 10ª | 11ª | 12ª | 13ª | 14ª | 15ª | 16ª | 17ª | 18ª | 19ª | 20ª | 21ª | 22ª |
| Clausura | LIB | 2DM | CCP | 2DM | OLI | 2DM | OLI | OLI | OLI | OLI | OLI | OLI | OLI | OLI | OLI | OLI | OLI | OLI | OLI | OLI | OLI | OLI |

Clubes que ficaram na última posição do campeonato ao final de cada rodada:
|          | 1ª  | 2ª  | 3ª  | 4ª  | 5ª  | 6ª  | 7ª  | 8ª  | 9ª  | 10ª | 11ª | 12ª | 13ª | 14ª | 15ª | 16ª | 17ª | 18ª | 19ª | 20ª | 21ª | 22ª |
| Clausura | CCP | SOL | TAC | TAC | SPA | SOL | SOL | SOL | SOL | SOL | SOL | SOL | SOL | SOL | SOL | SOL | TAC | TAC | TAC | TAC | TAC | TAC |

### Resultados
| Mandante \ Visitante  | 2DM | CCP | GCM | GUA | LIB | NAC | OLI | SOL | SPA | SLU | TRI | TAC |
| --------------------- | --- | --- | --- | --- | --- | --- | --- | --- | --- | --- | --- | --- |
| 2 de Mayo             | —   | 1–1 | 0–2 | 1–2 | 2–0 | 1–0 | 0–0 | 1–2 | 1–1 | 1–2 | 1–0 | 2–1 |
| Cerro Porteño         | 0–3 | —   | 2–1 | 1–2 | 2–3 | 2–1 | 1–1 | 1–0 | 1–0 | 4–0 | 1–1 | 1–1 |
| General Caballero JLM | 1–1 | 2–1 | —   | 0–0 | 3–1 | 0–0 | 0–0 | 1–1 | 0–4 | 0–0 | 2–1 | 0–0 |
| Guaraní               | 0–0 | 1–0 | 1–1 | —   | 0–0 | 0–0 | 0–0 | 1–1 | 1–1 | 2–2 | 0–0 | 2–1 |
| Libertad              | 2–0 | 2–1 | 0–1 | 0–2 | —   | 1–2 | 0–1 | 2–0 | 1–2 | 0–0 | 2–2 | 1–0 |
| Nacional              | 0–0 | 2–2 | 1–0 | 0–0 | 2–1 | —   | 2–0 | 3–1 | 0–0 | 1–0 | 0–0 | 1–0 |
| Olimpia               | 2–1 | 3–0 | 0–0 | 1–1 | 4–0 | 1–1 | —   | 1–1 | 1–0 | 4–3 | 2–0 | 3–1 |
| Sol de América        | 0–2 | 0–1 | 3–0 | 0–0 | 0–1 | 3–2 | 0–1 | —   | 1–0 | 1–1 | 2–2 | 1–2 |
| Sportivo Ameliano     | 0–2 | 0–1 | 0–1 | 2–2 | 0–0 | 1–0 | 1–0 | 1–0 | —   | 3–1 | 1–0 | 0–0 |
| Sportivo Luqueño      | 2–3 | 1–0 | 1–1 | 2–1 | 1–1 | 2–2 | 0–1 | 2–1 | 0–2 | —   | 1–0 | 1–1 |
| Sportivo Trinidense   | 0–0 | 3–2 | 2–1 | 1–2 | 2–1 | 0–2 | 1–2 | 1–0 | 3–0 | 3–2 | —   | 2–3 |
| Tacuary               | 0–2 | 0–1 | 2–1 | 1–2 | 2–4 | 1–0 | 0–1 | 0–4 | 0–2 | 0–3 | 1–1 | —   |

## Premiação
| Campeonato Paraguaio de Futebol de 2024 Primeira Divisão | Campeonato Paraguaio de Futebol de 2024 Primeira Divisão |
| Torneo Apertura                                          | Torneo Clausura                                          |
| -------------------------------------------------------- | -------------------------------------------------------- |
| Libertad Tricampeão (25º título)                         | Olimpia Campeão (47º título)                             |

## Tabela Acumulada
| Pos | Equipe                | Pts | J  | V  | E  | D  | GP | GC | SG  | Classificação                               |
| --- | --------------------- | --- | -- | -- | -- | -- | -- | -- | --- | ------------------------------------------- |
| 1   | Olimpia (C)           | 80  | 44 | 21 | 17 | 6  | 57 | 34 | +23 | Fase de grupos da Copa Libertadores de 2025 |
| 2   | Libertad (C)          | 74  | 44 | 21 | 11 | 12 | 65 | 45 | +20 | Fase de grupos da Copa Libertadores de 2025 |
| 3   | Cerro Porteño         | 74  | 44 | 21 | 11 | 12 | 64 | 42 | +22 | Segunda fase da Copa Libertadores de 2025   |
| 4   | Guaraní               | 66  | 44 | 15 | 21 | 8  | 53 | 40 | +13 | Primeira fase da Copa Sul-Americana de 2025 |
| 5   | 2 de Mayo             | 65  | 44 | 18 | 11 | 15 | 53 | 43 | +10 | Primeira fase da Copa Sul-Americana de 2025 |
| 6   | Sportivo Luqueño      | 61  | 44 | 16 | 13 | 15 | 52 | 54 | −2  | Primeira fase da Copa Sul-Americana de 2025 |
| 7   | Sportivo Ameliano     | 56  | 44 | 15 | 11 | 18 | 38 | 48 | −10 | Primeira fase da Copa Sul-Americana de 2025 |
| 8   | Nacional              | 55  | 44 | 14 | 13 | 17 | 46 | 51 | −5  | Primeira fase da Copa Libertadores de 2025  |
| 9   | Sol de América        | 47  | 44 | 12 | 11 | 21 | 49 | 65 | −16 |                                             |
| 10  | General Caballero JLM | 47  | 44 | 9  | 20 | 15 | 42 | 60 | −18 |                                             |
| 11  | Sportivo Trinidense   | 46  | 44 | 12 | 10 | 22 | 55 | 62 | −7  |                                             |
| 12  | Tacuary               | 40  | 44 | 9  | 13 | 22 | 43 | 73 | −30 |                                             |

1. ↑  Nacional tem vaga garantida na primeira fase da Copa Libertadores de 2025 por ser finalista da Copa do Paraguai de 2025.

## Promédio
O rebaixamento é determinado no final da temporada calculando uma média do número de pontos ganhos por jogo nas últimas três temporadas. Os dois times com os piores promédios ao final da temporada serão rebaixados para a Segunda Divisão de 2025.
| Pos. | Equipe                | '21 | '22 | '23 | Pts. | PJ  | Prom. |
| ---- | --------------------- | --- | --- | --- | ---- | --- | ----- |
| 1    | Libertad              | 91  | 99  | 71  | 261  | 131 | 1.992 |
| 2    | Cerro Porteño         | 98  | 81  | 74  | 253  | 131 | 1.931 |
| 3    | Olimpia               | 92  | 62  | 77  | 231  | 131 | 1.763 |
| 4    | 2 de Mayo             | —   | —   | 64  | 64   | 43  | 1.488 |
| 5    | Nacional              | 71  | 65  | 54  | 190  | 131 | 1.45  |
| 6    | Guaraní               | 55  | 65  | 65  | 185  | 131 | 1.412 |
| 7    | Sportivo Luqueño      | —   | 51  | 61  | 112  | 87  | 1.287 |
| 8    | Sportivo Trinidense   | —   | 65  | 45  | 110  | 87  | 1.264 |
| 9    | Sportivo Ameliano     | 48  | 57  | 56  | 161  | 131 | 1.229 |
| 10   | General Caballero JLM | 51  | 49  | 46  | 146  | 131 | 1.115 |
| 11   | Tacuary               | 53  | 44  | 39  | 136  | 131 | 1.038 |
| 12   | Sol de América        | —   | —   | 44  | 44   | 43  | 1.023 |